# Caltha appendiculata
Caltha appendiculata är en ranunkelväxtart som beskrevs av Christiaan Hendrik Persoon. Caltha appendiculata ingår i släktet kabblekor, och familjen ranunkelväxter. Inga underarter finns listade i Catalogue of Life.